# St. Stephanus (Untermarchenbach)

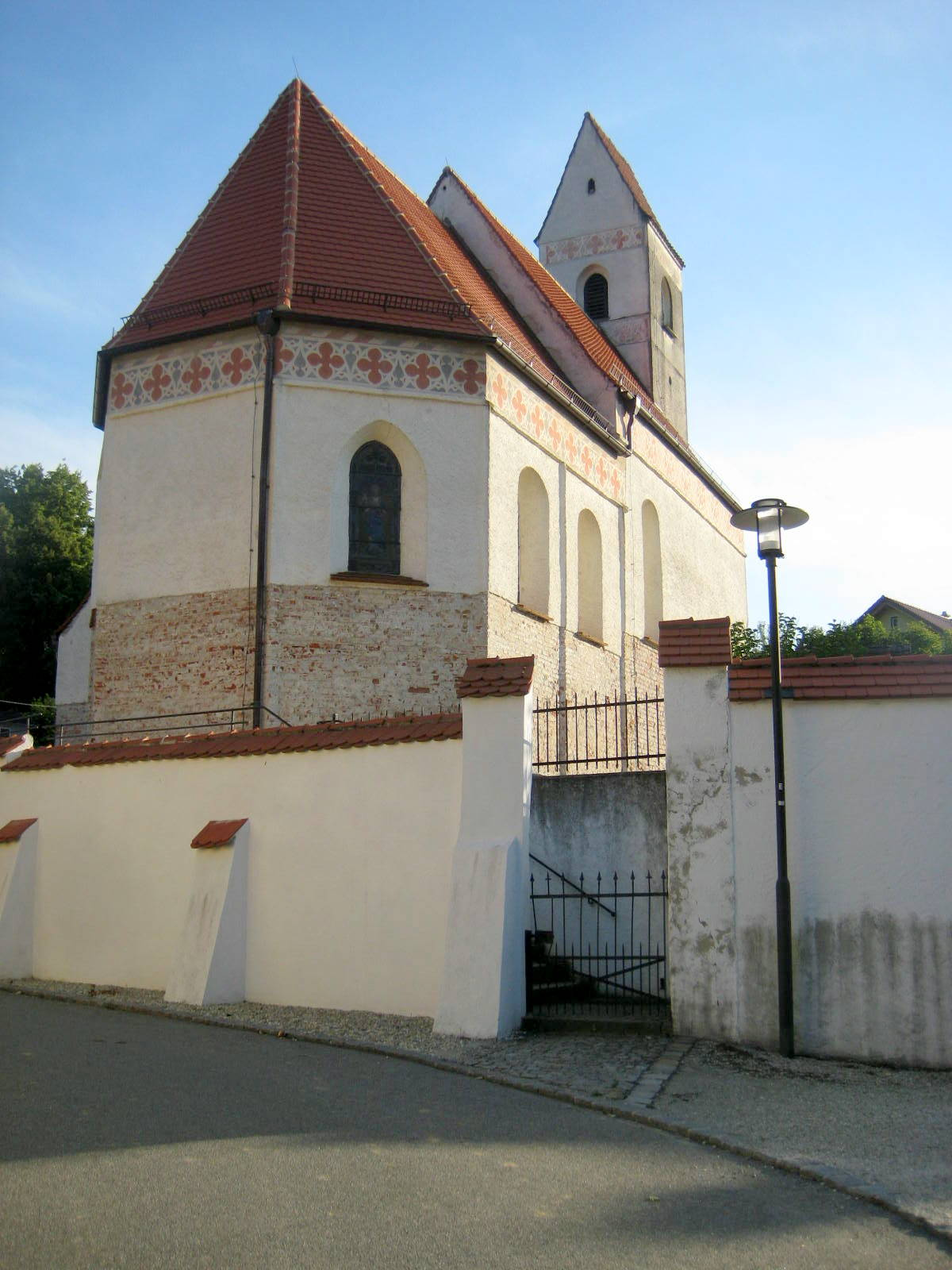
St. Stephanus in Untermarchenbach

Die römisch-katholische Filialkirche St. Stephanus steht in Untermarchenbach, einem Gemeindeteil von Haag an der Amper im oberbayerischen Landkreis Freising. Sie ist in der Liste der Baudenkmäler in Haag an der Amper unter der Nummer D-1-78-129-24 eingetragen. Die Kirche gehört zum Dekanat Freising im Erzbistum München und Freising.

## Beschreibung
Die spätgotische Saalkirche besteht aus dem Langhaus, dem dreiseitig geschlossenen Chor im Osten, einer Sakristei an der Südwand des Chors und dem vor 1493 gebauten Kirchturm vor der Fassade im Westen des Langhauses. Hinter dem Vorbau an der Südwand des Langhauses liegt das Portal.
Langhaus, Chor und Vorbau sind mit Netzgewölben überspannt. Die neogotische Kirchenausstattung, bestehend aus drei Altären und einer Kanzel, wurde in der Zeit von 1869 bis 1871 von Anselm Sickinger gestaltet. Die von Franz Borgias Maerz 1899 gebaute Orgel mit acht Registern, verteilt auf ein Manual und Pedal, wurde 2002 von Maximilian Offner restauriert.